# Maciej Kamieński
Maciej Kamieński, také Matej Kamenický, Kamięski nebo Kamensky (13. října 1734, Magyaróvár, dnes Mosonmagyaróvár – 25. ledna 1821, Varšava Polsko), byl polský hudební skladatel slovenského původu, autor první polské opery a písně Hej, sokoły!.

## Život
Rodiče Mateje pocházeli z Pustých Úľan, slovenské obce nedaleko Galanty. V létě chodívali na sezónní zemědělské práce do Mošonské župy. Na jedné takové cestě se v Magyaróváru narodil syn Matej. V matrice je zapsán jako Kamenský. Některé prameny chybně uvádějí jako místo narození Šoproň.
Chlapcova hudebního talentu si povšiml hrabě Henckel von Donnersmarck ze Šoproně a umožnil mu studium ve Vídni. Hrabě v roce 1760 zemřel a Matej byl nějaký čas hudebníkem u hraběcí rodiny, ale okolo roku 1763 odešel do Varšavy.
Ve Varšavě Kamieński získal rychle dobrou pověst jako učitel zpěvu a hry na klavír. V roce 1773 vyšlo několik jeho skladeb ve sbírce Mélanges de Musique pour le clavecin. Byl oblíbencem polského krále Stanislava II. Augusta Poniatowského.
Byl členem zednářské lóže „Świątynia Izys”, a stal se ředitelem Harmonii Wielkiego Wschodu Narodowego Polskiego.
Byl dvakrát ženat. Se svou první ženou měl jediného syna, nadaného malíře, který však zemřel v roce 1788.

## Dílo
Nejdůležitějším dílem Macieje Kamieńského je opera Nędza uszczęśliwiona (česky Štěstí v neštěstí) zkomponovaná na libreto básníka Wojciecha Boguslawského. Opera měla premiéru 11. července 1778 v divadle paláce Radziwiłłů a je první polskou operou vůbec. Setkala se s velkým úspěchem.
Zkomponoval pak ještě několik oper, které byly vesměs značně oblíbené:
- Prostota cnotliwa (1779)
- Zośka, czyli wiejskie zaloty (1779)
- Balik gospodarski (1783)
- Tradycja dowcipem załatwiona (1789)
- Słowik, czyli Kasia z Hanką na wydaniu (1790)

Kromě toho komponoval mše, oratoria a drobné instrumentální a vokální skladby.